# Sofía (nombre)
Sofía es un nombre femenino que significa "sabiduría".

## Sofhía en otros idiomas
- Alemán: Sophia / Sophie
- Francés: Sophie
- Georgiano: სოფო (Sopho)
- Griego: Σoφíα (Sophia, Sofia)
- Inglés: Sophia / Sophie
- Islandés: Soffía
- Italiano: Sofia
- Latín: Sophia/Sofía
- Lituano: Sofija
- Ruso: Софья (Sofia), Соня (Sonia)
- Polaco: Zofia
- Eslovaco: Žofia
- Húngaro: Zsófia
- Neerlandés/Alemán bajo sajón: Sofie